# 安特·托米奇

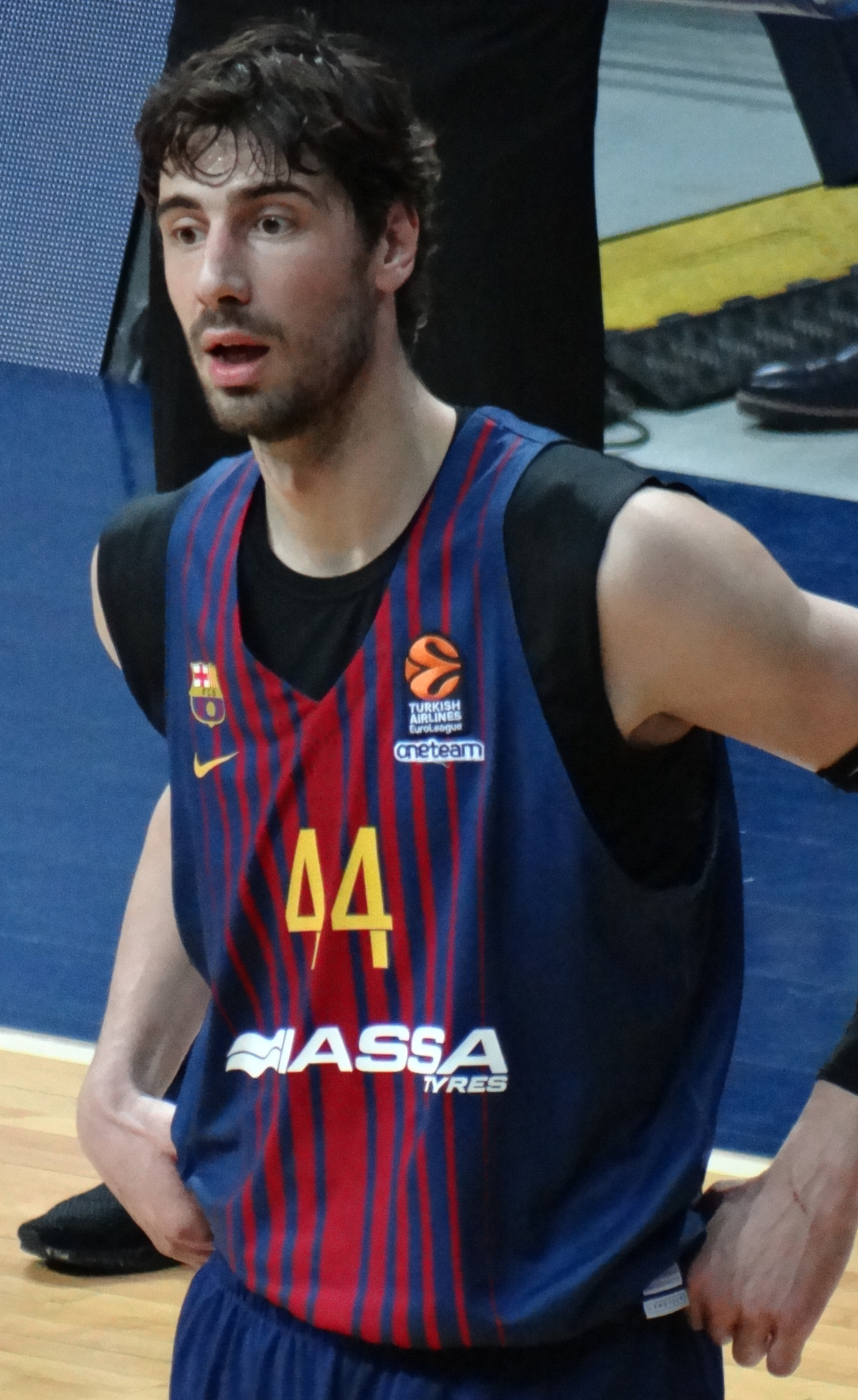

安特·托米奇（1987年2月17日—），克羅地亞籃球運動員。他現在效力於西班牙籃球甲級聯賽球隊巴塞羅那籃球俱樂部。他之前曾效力於皇家馬德里。他也代表克羅地亞國家籃球隊參賽。